# Конырбаев, Топай
Топай Конырба́ев (1886, аул Бадран, Каркаралинский уезд, Семипалатинская область, Степное генерал-губернаторство, Российская империя — 1969, совхоз «Киргизия», Каркаралинский район, Карагандинская область, Казахская ССР) — старший чабан колхоза «Енбек-Сюйгиш» Каркаралинского района Карагандинской области, Казахская ССР. Герой Социалистического Труда (1948).

## Биография
Родился в 1886 году в крестьянской семье в ауле Бадран Каркаралинского уезда. С раннего возраста трудился в сельском хозяйстве. С 1933 года — чабан, старший чабан колхоза «Енбек-Сюйгиш» (позднее — колхоз «Комсомольский», затем — совхоз «Киргизия») Каркаралинского района.
Ежегодно показывал высокие трудовые результаты в овцеводстве. В 1947 году вырастил 511 ягнят от 425 курдючных овцематок. Средний вес к отбивке составил 40,3 килограмма. Указом Президиума Верховного Совета СССР от 23 июля 1948 года удостоен звания Героя Социалистического Труда за «получение высокой продуктивности животноводства в 1947 году» с вручением ордена Ленина и золотой медали «Серп и Молот» (№ 2573).
Трудился в родном колхозе до выхода на пенсию в 1954 году. Проживал в совхозе «Киргизия» Каркаралинского района (сегодня — село Буркутты). Умер в 1969 году.